# Barão
Barão egy község (município) Brazília Rio Grande do Sul államában. Népességét 2022-ben 6461 főre becsülték.

## Nevének eredete
Rubem Neis történész szerint a Barão (báró) név Holleben bárójától, Luiz Henrique von Holleben német származású mérnöktől származik, aki 1880 szeptemberében Carvalho Borges vasútmérnököt kísérte el Conde D'Eu (a mai Garibaldi község) vidékére, hogy irányítsa a Montenegro és Bento Gonçalves közötti vasútvonal munkálatait. A báró a német gyarmatosítás határpontján, Salvador do Sul és Carlos Barbosa között telepedett le egy akkoriban még gyéren lakott helyen. Az emberek a lakóhely megjelölésére a Barão nevet használták (például vou lá no Barão = megyek a báróhoz), és idővel meghonosodott a név. Von Holleben később Porto Alegrebe költözött, ahol 1882 és 1894 között a Ferro Carril városi vasúton dolgozott.
Campos Neto történész szerint a Barão név Jacuí bárójára, Francisco Mário de Abreure utal, és nincs bizonyíték arra, hogy von Holleben a területen élt volna.

## Története
A településmagot észak-olaszországi olasz családok hozták létre a 19. század végén, de csatlakoztak hozzájuk németek is, később pedig svájciak, franciák, hollandok, bolíviaiak. Jelentős szerepe volt Carlos Selbach és Luigi Calliari telepeseknek, a katolikus kápolna építésének szorgalmazója pedig João Schmitz volt, aki a közösség első harmóniumát is adományozta. 1906 és 1911 között épült a Porto Alegret és Caxias do Sult összekötő vasútvonal, és 1909. december 1-jén avatták fel Barão állomását. A vasúti munkálatokkal párhuzamosan a településtől északra, João Bassegio és Itália Daí Prá földjén kőbányát nyitottak, amely fontos bevételi forrást jelentett. Az 1930-as évekre már kiterjedt bányásztelep volt a bányák mellett (a mai Antônio Simon utca).
Közigazgatásilag már 1892-ben São João de Montenegro kerületévé nyilvánították. 1963-ban a Montenegroból kiváló Salvador do Sul kerülete lett. 1988-ban függetlenedett és 1989-ben önálló községgé alakult.
A nehéz terep miatti karbantartási nehézségek és a bizonytalan viszonyok miatt a vasutat 1979-ben megszüntették, helyette a közúti közlekedésre helyezték a hangsúlyt.

## Leírása
Székhelye Barão, további kerületei Arroio Canoas, Francesa Alta, Francesa Baixa, General Neto. Távolsága Porto Alegretől, az állami székhelytől légvonalban 78 kilométer, Caxias do Sultól 38 kilométer.